# Eparchia liwieńska
Eparchia liwieńska – jedna z eparchii Rosyjskiego Kościoła Prawosławnego, z siedzibą w Liwnach. Należy do metropolii orłowskiej.
Utworzona 25 lipca 2014 postanowieniem Świętego Synodu, poprzez wydzielenie z eparchii orłowskiej. Obejmuje część obwodu orłowskiego.
Ordynariuszem eparchii jest biskup liwieński i małoarchangielski Nektariusz (Sielezniow).

## Dekanaty
W skład eparchii wchodzą 3 dekanaty:
- liwieński;
- głazunowski;
- nowosilski.